# Lijst van onroerend erfgoed in Kalmthout
Een overzicht van het onroerend erfgoed in de gemeente Kalmthout. Het onroerend erfgoed maakt deel uit van het cultureel erfgoed in België.

## Bouwkundig erfgoed
| Object                                                            | Erfgoedstatus? | Bouwjaar of architect  | Deelgemeente | Adres                      | Coördinaten                   | Nummer? | Afbeelding                                                        |
| ----------------------------------------------------------------- | -------------- | ---------------------- | ------------ | -------------------------- | ----------------------------- | ------- | ----------------------------------------------------------------- |
| Landhuis                                                          |                |                        | Kalmthout    | Achterbroeksteenweg 69-71  | 51° 23' 42" NB, 4° 28' 57" OL | 13237   | Landhuis                                                          |
| Landhuis Regina Pacis                                             |                |                        | Kalmthout    | Achterbroeksteenweg 115    | 51° 23' 45" NB, 4° 29' 16" OL | 13238   | Landhuis Regina Pacis                                             |
| Stadswoning                                                       |                | Eduard Van Steenbergen | Kalmthout    | Albert Peeterslei 58       | 51° 23' 46" NB, 4° 28' 5" OL  | 13239   | Stadswoning                                                       |
| Villa De Reiger                                                   |                | Eduard Van Steenbergen | Kalmthout    | Berkendreef 14             | 51° 22' 6" NB, 4° 28' 18" OL  | 13240   | Villa De Reiger                                                   |
| Woonstalhuis                                                      |                |                        | Kalmthout    | Blikstraat 82              | 51° 27' 2" NB, 4° 31' 34" OL  | 13241   | Woonstalhuis                                                      |
| Uitgeverij Biblo                                                  |                | bOb Van Reeth          | Kalmthout    | Brasschaatsteenweg 308     | 51° 21' 33" NB, 4° 30' 21" OL | 13243   | Uitgeverij Biblo                                                  |
| Zomerhuis Karrekiet                                               |                | Eduard Van Steenbergen | Kalmthout    | Canadezenlaan 59           | 51° 21' 44" NB, 4° 27' 9" OL  | 13244   | Upload foto                                                       |
| Villa's Bolssens-Maerten                                          | Monument       | Eduard Van Steenbergen | Kalmthout    | Canadezenlaan 61-63        | 51° 21' 43" NB, 4° 27' 8" OL  | 13245   | Villa's Bolssens-Maerten                                          |
| Abdijhoeve De Greef                                               |                | Walter Van Kuyck       | Kalmthout    | De Greef 1-3               | 51° 24' 39" NB, 4° 28' 16" OL | 13246   | Abdijhoeve De Greef                                               |
| Café De Kroon                                                     |                |                        | Kalmthout    | Nieuwmoer-Dorp 20          |                               | 13247   | Café De Kroon                                                     |
| Abdijhoeve Het Hof                                                |                |                        | Kalmthout    | Driehoekstraat 27          | 51° 22' 56" NB, 4° 28' 45" OL | 13248   | Abdijhoeve Het Hof                                                |
| Kapel gedateerd 1866                                              |                |                        | Kalmthout    | Essensteenweg              | 51° 26' 6" NB, 4° 30' 42" OL  | 13250   | Kapel gedateerd 1866                                              |
| Villa Heiderust en Villa Martha                                   |                |                        | Kalmthout    | Heidestatiestraat 69-71    | 51° 21' 53" NB, 4° 27' 44" OL | 13253   | Villa Heiderust en Villa Martha                                   |
| Hoeve met losse bestanddelen                                      |                |                        | Kalmthout    | Heikantstraat 51           | 51° 22' 41" NB, 4° 28' 55" OL | 13255   | Hoeve met losse bestanddelen                                      |
| Schuur van 1840 met Bijenteeltmuseum                              |                |                        | Kalmthout    | Heikantstraat 55           | 51° 22' 41" NB, 4° 28' 55" OL | 13256   | Schuur van 1840 met Bijenteeltmuseum                              |
| Landhuis in cottagestijl                                          |                |                        | Kalmthout    | Heuvel 39                  | 51° 23' 21" NB, 4° 27' 45" OL | 13261   | Landhuis in cottagestijl                                          |
| Langsschuur                                                       |                |                        | Kalmthout    | Heuvel 55                  | 51° 23' 17" NB, 4° 27' 32" OL | 13263   | Langsschuur                                                       |
| Parochiekerk Heilig Hart                                          |                | Frans Peeters          | Kalmthout    | Heuvel 16                  | 51° 23' 25" NB, 4° 27' 48" OL | 13264   | Parochiekerk Heilig Hart                                          |
| Parochiekerk Onze-Lieve-Vrouw Bezoeking en Bijstand - Achterbroek |                | Jan Sel, Jules Pingnet | Kalmthout    | Kapelstraat 1              | 51° 23' 52" NB, 4° 30' 4" OL  | 13265   | Parochiekerk Onze-Lieve-Vrouw Bezoeking en Bijstand - Achterbroek |
| Villa Withof                                                      |                |                        | Kalmthout    | Kapellensteenweg 118       | 51° 23' 10" NB, 4° 28' 30" OL | 13267   | Upload foto                                                       |
| Landhuis                                                          |                |                        | Kalmthout    | Kapellensteenweg 139       | 51° 23' 2" NB, 4° 28' 32" OL  | 13268   | Landhuis                                                          |
| Herenwoning                                                       |                |                        | Kalmthout    | Kapellensteenweg 152       | 51° 23' 3" NB, 4° 28' 28" OL  | 13269   | Herenwoning                                                       |
| Woonhuis met kapsalon                                             |                | Jo Crepain             | Kalmthout    | Kapellensteenweg 173       | 51° 22' 54" NB, 4° 28' 32" OL | 13270   | Woonhuis met kapsalon                                             |
| Volkshuis                                                         |                | Eduard Van Steenbergen | Kalmthout    | Kapellensteenweg 234       | 51° 22' 46" NB, 4° 28' 27" OL | 13271   | Volkshuis                                                         |
| Villa De Wijngaard                                                | Monument       |                        | Kalmthout    | Kapellensteenweg 410       | 51° 22' 22" NB, 4° 28' 15" OL | 13272   | Villa De Wijngaard                                                |
| Domein De Markgraaf                                               |                |                        | Kalmthout    | Kastanjedreef 57, 61-65    | 51° 23' 55" NB, 4° 27' 14" OL | 13274   | Domein De Markgraaf                                               |
| Gemeentehuis van Kalmthout                                        | Monument       | Eugène Gife            | Kalmthout    | Kerkeneind 13              | 51° 22' 59" NB, 4° 28' 36" OL | 13278   | Gemeentehuis van Kalmthout                                        |
| Parochiekerk Onze-Lieve-Vrouw                                     |                | Louis Gife             | Kalmthout    | Kerkeneind 19              | 51° 22' 58" NB, 4° 28' 38" OL | 13279   | Parochiekerk Onze-Lieve-Vrouw                                     |
| Pastorie Onze-Lieve-Vrouwparochie                                 | Monument       |                        | Kalmthout    | Kerkeneind 21              | 51° 22' 56" NB, 4° 28' 40" OL | 13280   | Pastorie Onze-Lieve-Vrouwparochie                                 |
| Parochiekerk Onze-Lieve-Vrouw-Hemelvaart, Nieuwmoer               |                | Ferdinand Berckmans    | Kalmthout    | Kerkstraat                 | 51° 25' 58" NB, 4° 31' 7" OL  | 13281   | Parochiekerk Onze-Lieve-Vrouw-Hemelvaart, Nieuwmoer               |
| Woonstalhuis                                                      |                |                        | Kalmthout    | Kijkuitstraat 51-53        | 51° 22' 43" NB, 4° 28' 5" OL  | 13282   | Woonstalhuis                                                      |
| Burgerhuis                                                        |                | Etienne Hoeckx         | Kalmthout    | Leeuweriklaan 20           | 51° 22' 51" NB, 4° 28' 5" OL  | 13283   | Burgerhuis                                                        |
| Parochiekerk Sint-Jozef, Heide                                    |                | Louis De Vooght        | Kalmthout    | Max Temmermanlaan          | 51° 21' 55" NB, 4° 27' 33" OL | 13284   | Parochiekerk Sint-Jozef, Heide                                    |
| Parochiekerk Maria Middelares                                     |                | Stanislas Buzy         | Kalmthout    | Missiehuislei 46           | 51° 21' 18" NB, 4° 28' 21" OL | 13285   | Parochiekerk Maria Middelares                                     |
| Villa Bosch en Hei                                                |                | Jozef Vincke           | Kalmthout    | Nieuwstraat 26             | 51° 22' 21" NB, 4° 27' 43" OL | 13287   | Villa Bosch en Hei                                                |
| Kasteel Boterberg                                                 |                |                        | Kalmthout    | Noordeind 97               | 51° 24' 25" NB, 4° 27' 46" OL | 13288   | Kasteel Boterberg                                                 |
| Pastorie van Nieuwmoer                                            |                |                        | Kalmthout    | Pastorijhoef 5             | 51° 26' 8" NB, 4° 30' 39" OL  | 13289   | Upload foto                                                       |
| Devotiekapelletje van 1931                                        |                |                        | Kalmthout    | Roosendaalsebaan           | 51° 24' 10" NB, 4° 29' 56" OL | 13292   | Devotiekapelletje van 1931                                        |
| Boerenarbeiderswoning                                             |                |                        | Kalmthout    | Roosendaalsebaan 119       | 51° 24' 21" NB, 4° 29' 51" OL | 13293   | Boerenarbeiderswoning                                             |
| Hoeve gedateerd 1864                                              |                |                        | Kalmthout    | Roosendaalsebaan 140, 140A | 51° 24' 34" NB, 4° 29' 52" OL | 13295   | Hoeve gedateerd 1864                                              |
| Basisschool                                                       |                |                        | Kalmthout    | Schooldreef 41-43          | 51° 23' 43" NB, 4° 28' 13" OL | 13296   | Basisschool                                                       |
| Station van Kalmthout                                             |                |                        | Kalmthout    | Statieplein                | 51° 23' 27" NB, 4° 28' 1" OL  | 13297   | Station van Kalmthout                                             |
| Station Heide                                                     |                |                        | Kalmthout    | Heidestatieplein           | 51° 21' 53" NB, 4° 27' 38" OL | 13298   | Station Heide                                                     |
| Pastorie van Nieuwmoer                                            |                |                        | Kalmthout    | Wuustwezelsteenweg 5       | 51° 25' 55" NB, 4° 31' 7" OL  | 13300   | Pastorie van Nieuwmoer                                            |
| Alleenstaand burgerhuis                                           |                | Marc Dessauvage        | Kalmthout    | Groeneweg 29               | 51° 23' 46" NB, 4° 28' 32" OL | 84260   | Alleenstaand burgerhuis                                           |
| Hoeve met losse bestanddelen                                      |                |                        | Kalmthout    | Handelaar 6                | 51° 24' 35" NB, 4° 29' 32" OL | 84261   | Hoeve met losse bestanddelen                                      |
| Villa Erica met omringend park                                    | Monument       |                        | Kalmthout    | Kapellensteenweg 82        | 51° 23' 23" NB, 4° 28' 26" OL | 200493  | Villa Erica met omringend park                                    |
| Synagoge                                                          | Monument       |                        | Kalmthout    | Leopoldstraat 58           | 51° 22' 9" NB, 4° 27' 60" OL  | 201191  | Upload foto                                                       |
| Woonhuis Lauwers                                                  |                | Renaat Braem           | Kalmthout    | Rodeweg 82                 |                               | 212412  | Woonhuis Lauwers                                                  |
| Grafmonument Lode Severin                                         |                | Renaat Braem           | Kalmthout    | Kerkeneind 19              |                               | 212583  | Upload foto                                                       |
| Oorlogsmonument van Kalmthout                                     |                |                        | Kalmthout    | Kerkeneind                 |                               | 216181  | Upload foto                                                       |

### Bouwkundige gehelen
| Object             | Erfgoedstatus? | Bouwjaar of architect            | Deelgemeente | Adres                         | Coördinaten                   | Nummer? | Afbeelding         |
| ------------------ | -------------- | -------------------------------- | ------------ | ----------------------------- | ----------------------------- | ------- | ------------------ |
| Tuinwijk Vredeburg |                | Egide Van der Paal, Paul Smekens | Kalmthout    | Kapellensteenweg 435, 439-455 | 51° 22' 11" NB, 4° 28' 11" OL | 13273   | Tuinwijk Vredeburg |